# Canon EOS 350D
Canon EOS 350D Digital (на североамериканском рынке Canon EOS Digital Rebel XT, в Японии Canon EOS Kiss Digital N) — второй любительский цифровой зеркальный фотоаппарат семейства EOS японской компании «Кэнон». Как и его предшественник Canon EOS 300D, 350D ориентирован на любителей и начинающих фотографов. Был представлен 17 февраля 2005 года. В сентябре 2006 года была выпущена модель Canon EOS 400D, представляющая собой дальнейшее развитие линейки.

## Описание

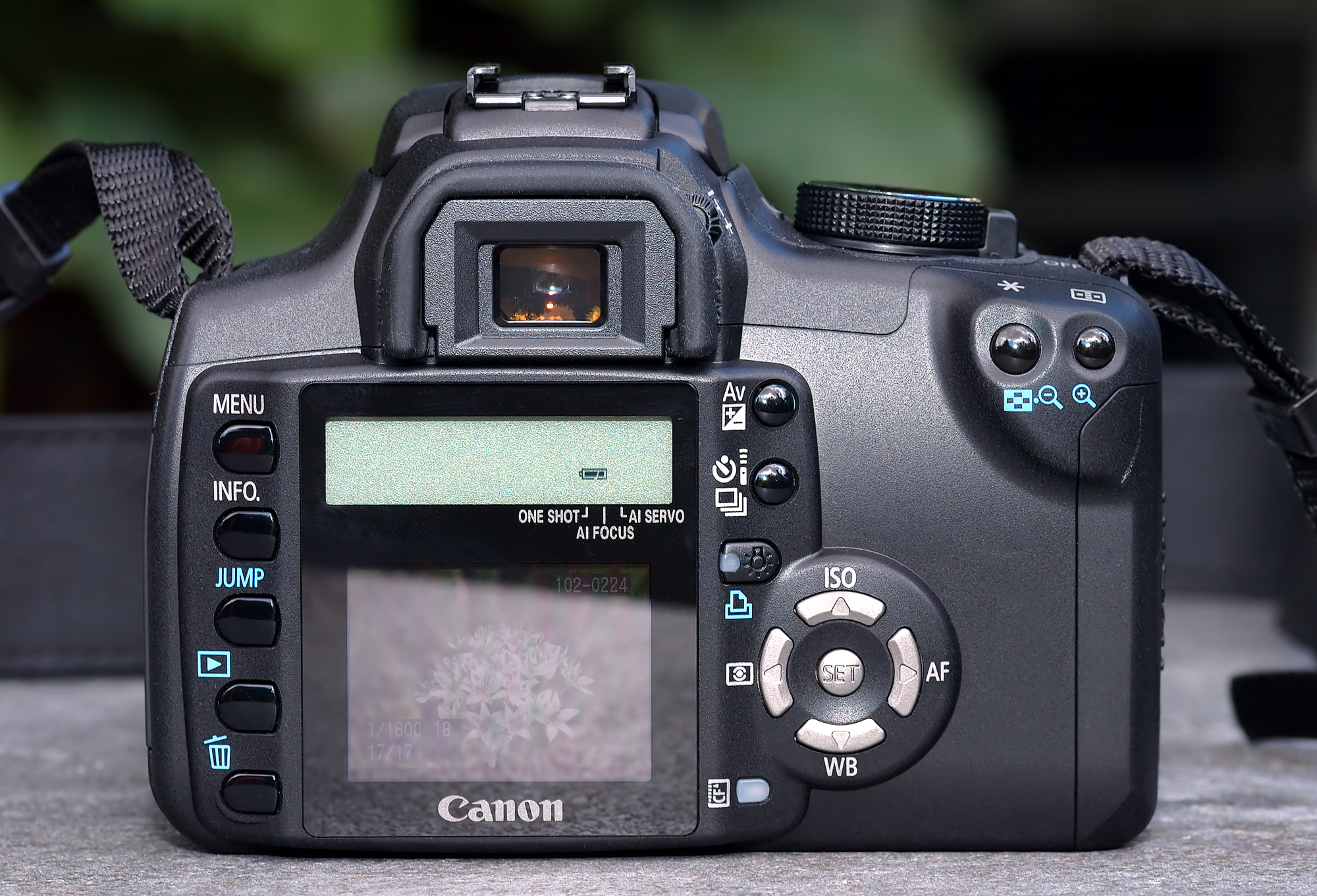
EOS 350D. Вид сзади

Canon EOS 350D представляет собой однообъективную цифровую зеркальную камеру (SLR) со светочувствительной КМОП-матрицей (CMOS) с разрешением 8 млн пикселей.
Видоискатель фотоаппарата представляет собой пентазеркало на уровне глаз. Поле зрения видоискателя составляет 95 %, увеличение — 0,8×.
Для обработки изображения используется процессор Digic II.

## Совместимость
Камера совместима с объективами EF/EF-S, а также с фотовспышками Canon Speedlite EX (поддерживающими замер экспозиции E-TTL II).

## Отличие от Canon EOS 300D

### Корпус и механика
- Меньший вес камеры 485 г вместо 694 г (body).
- Существенно уменьшенные габариты: 127 × 94 × 64 мм вместо 142 × 99 × 72 mm.

### Электроника
- Новый процессор DiG!C II
- Более быстрое время включения (0,2 с вместо 0,3 с)
- Увеличено разрешение сенсора с 6,3 млн пикселей до 8 млн пикселей.
- Максимальная скорость съёмки выросла с 2,5 до 3 кадров в секунду.
- Максимальное количество снимков, которое может поместиться в буфер при серийной съёмке, увеличилось с 4 кадров до 14 кадров (JPEG).

### Интерфейс и настройки
- В списке выбора языков появился русский язык и корейский.
- Появилась возможность выбора AF режима и режима замера экспозиции.
- Появилась возможность блокировки зеркала.

### Прочее
- Обновлённая версия объектива EF-S 18–55 mm 1:3.5-5.6 II.
- Новый тип аккумулятора NB-2LH.
- Новый BG-E3 батарейный блок.

## Комплект поставки
EOS 350D поставляется в комплекте с объективом Canon EF-S 18-55 mm f/3.5-5.6 II («Canon EOS 350D Kit») или без него («Canon EOS 350D Body»).

## Встроенное программное обеспечение
Последней версией встроенного программного обеспечения является версия 1.0.3 от 27.10.2005.

## Альтернативная прошивка (резидентная программа)
Существует версия CHDK и для 350d. Её применение дает следующие возможности:
- пошаговый выбор ISO: 100, 125, 160, 200, 250, 320, 400, 500, 640, 800, 1000, 1250, 1600, 2000, 2500, 3200;
- установку цветовой температуры в Кельвинах.
- режим точечного замера экспозиции (центральная область, площадью 3 %);
- расширение диапазона AEB в режиме брекетинга до 6,7 EV (применяется для HDR);
- настройка порядка кадров в AEB, авто окончание серии в 3 кадра;
- управление подсветкой автофокуса в видоискателе;
- запоминание положение курсора в меню после выключения камеры;
- реальное количество отснятых фотоаппаратом кадров;
- и ещё более 20 функций.

Индикация различных режимов работы (SPOT замера и нестандартных ISO) на LCD экране не отображается, так как этих иконок не предусмотрено в ПО камеры, но в EXIF фиксируется.

## Производство
Начальный объём производства Canon EOS 350D составил 130.000 экземпляров в месяц. Это почти вдвое больше, чем стартовые объёмы производства предшественника, 300D. В 2006 году компания «Кэнон» назвала EOS 350D самым быстро продаваемым зеркальным фотоаппаратом всех времён.